# Ruta 715 (Costa Rica)
La Ruta 715, oficialmente Ruta Nacional Terciaria 715, es una ruta nacional de Costa Rica ubicada en la provincia de Alajuela.

## Descripción
En la provincia de Alajuela, la ruta atraviesa el cantón de Naranjo (los distritos de Naranjo, San Miguel, El Rosario), el cantón de Palmares (los distritos de Zaragoza, Esquipulas).